# Зимові Дефлімпійські ігри 1971
VII Зимові Дефлімпійські ігри пройшли в м. Адельбоден, Швейцарія, з 25 по 29 січня 1971 року. У змаганнях взяли участь 92 спортсмени з 13 країн.

## Дисципліни
Змагання пройшли з 2 дисциплін.
| - Гірськолижний спорт - Лижні гонки |

## Країни-учасники
В VII Зимових дефлімпійських іграх взяли участь спортсмени з 13 країн :
| - Австрія - Італія - Канада - Норвегія - Польща - СРСР - США |  | - Фінляндія - Франція - ФРН - Швейцарія - Швеція - Югославія |

## Нагороди
Країна господар (Швейцарія)
| Місце    | Країна    | Золото | Срібло | Бронза | Загалом |
| -------- | --------- | ------ | ------ | ------ | ------- |
| 1        | Швейцарія | 2      | 5      | 3      | 10      |
| 2        | СРСР      | 2      | 3      | 2      | 7       |
| 3        | США       | 2      | 0      | 2      | 4       |
| 4        | Норвегія  | 2      | 0      | 2      | 4       |
| 5        | Італія    | 2      | 0      | 0      | 2       |
| 6        | Фінляндія | 1      | 2      | 0      | 3       |
| 7        | Німеччина | 0      | 0      | 3      | 3       |
| Загалом: | Загалом:  | 11     | 11     | 10     | 32      |